# 莫尔纳克
莫尔纳克（法語：Mornac，法語發音：[mɔʁnak]）是法国夏朗德省的一个市镇，位于该省中部，省会昂古莱姆市区以东，属于昂古莱姆区，同时也是大昂古莱姆城市公共社区的一部分。

## 地理
莫尔纳克（45°40'50"N, 0°16'19"E）面积23.48 平方千米，位于法国新阿基坦大区夏朗德省，该省份为法国西部内陆省份，北起德塞夫勒省和维埃纳省，东临上维埃纳省，东南至多尔多涅省，南至多爾多涅省，西接滨海夏朗德省。
与莫尔纳克接壤的市镇（或旧市镇、城区）包括：布厄、布里、班扎克、沙泽勒、加拉、普朗扎克、图夫尔河畔吕埃勒、图夫尔、昂古莱姆地区拉罗什富科。

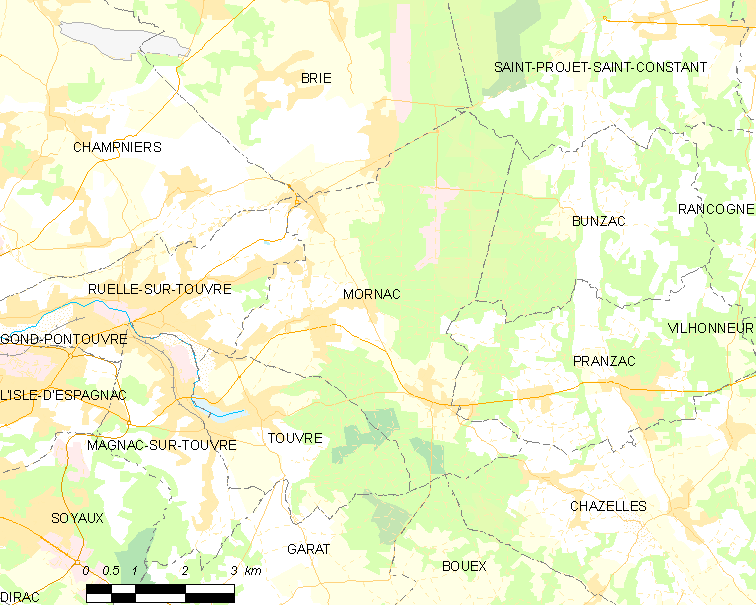
莫尔纳克的OSM定位图

莫尔纳克的时区为UTC+01:00、UTC+02:00（夏令时）。

## 行政
莫尔纳克的邮政编码为16600，INSEE市镇编码为16232。

## 政治
莫尔纳克所属的省级选区为图夫尔-布拉科讷县。

## 人口

1962-2008年间莫尔纳克人口变化图示

莫尔纳克于2022年1月1日时的人口数量为2115人。